# Corsia triceratops
Corsia triceratops ist eine blattgrünlose Pflanzenart aus der Familie der Corsiaceae. 

## Merkmale
Wie alle Arten der Gattung hat auch Corsia triceratops die Photosynthese aufgegeben und bildet dementsprechend kein Chlorophyll mehr. Stattdessen lebt sie myko-heterotroph von einem Pilz.
Corsia triceratops ist eine ausdauernde Pflanze, die nur zur Blütezeit oberirdisch wächst. Aus dem kurzen, kriechenden Rhizom sprießt dann ein bis zu 10 Zentimeter langer, zylindrischer und fein geriffelter, unverzweigt und aufrecht wachsender Stängel. Das bis zu 7 Millimeter lange Blattwerk ist auf scheidenförmige Schuppenblätter reduziert und fünfnervig.
Die aufrechten Einzelblüten sind endständig und stehen an Blütenstielen, die 15 Millimeter lang sind. Von den sechs Blütenblättern (je drei Tepalen in zwei Blütenblattkreisen) sind fünf eiförmig, 4 bis 5 Millimeter lang und 1 Millimeter breit, einnervig und unbehaart. Das oberste sechste, das sogenannte Labellum, ist länglich-rund bis rund, stark vergrößert (17 Millimeter lang, 14 Millimeter breit), der Steg aus Kallusgewebe ist schmal, 4 Millimeter lang und breit keilförmig und an der Spitze gespalten, an seinem Ansatz verläuft ein schmaler Kamm mit drei zahnartigen Fortsätzen, deren größter 0,5 Millimeter lang und stumpf ist.
Das Gynostemium ist 0,5 Millimeter lang, die Staubfäden sind unverwachsen, die Staubbeutel sind 1 Millimeter lang.

## Verbreitungsgebiet
Corsia triceratops ist nur ein einziges Mal aufgesammelt worden und zwar auf der indonesischen Insel Yapen, die vor Westneuguinea liegt. Nähere Angaben zu den Standortbedingungen fehlen.

## Systematik
Corsia triceratops ist eng verwandt mit Corsia acuminata und Corsia cornuta, sie teilen sich als Kennzeichen den gehörnten Kamm des Kallusstegs. Sie wird wie diese in der Sektion Unguiculatis platziert.